# Zacharias Nielsen
J. Zacharias Nielsen (født 11. januar 1868 i Sandavágur, død 4. december 1928) var en færøsk embedsmand og politiker (SF). Han var cand.jur. fra 1889, og sysselmand på Vágar fra 1893. Nielsen var valgt til Lagtinget fra Vágar 1899–1914 og tilsluttet Sjálvstýrisflokkurin fra 1906.
Han var søn af sysselmand Zacharias Nielsen og far til Sofie Nielsen, der blev gift med ingeniør Peter Gorm-Petersen.